# Above the Law
Above the Law foi uma banda de gangsta rap fundada em Pomona, Estados Unidos, em 1989. Uma de suas canções, "Murder Rap", do álbum Livin' Like Hustlers, figurou na trilha sonora de Grand Theft Auto: San Andreas, mais precisamente na playlist da estação Radio Los Santos.

## Discografia
| Informações dos álbuns |
| --- |
| Livin' Like Hustlers - Lançado: 22 de fevereiro de 1990 - Posição na The Billboard 200: #75 - Posição nas paradas de R&B/Hip-Hop: #14 - Singles: "Murder Rap", "Untouchable"      |
| Vocally Pimpin' - Lançado: July 16, 1991 - Posição na The Billboard 200: #120 - Posição nas paradas de R&B/Hip-Hop: #37 - Singles: "4 the Funk of It"                             |
| Black Mafia Life - Lançado: February 3, 1992 - Posição na The Billboard 200: #37 - Posição nas paradas de R&B/Hip-Hop: #6 - Singles: "V.S.O.P.", "Call It What You Want"          |
| Uncle Sam's Curse - Lançado: July 10, 1994 - Posição na The Billboard 200: #113 - Posição nas paradas de R&B/Hip-Hop: #15 - Singles: "Black Superman", "Kalifornia"               |
| Time Will Reveal - Lançado: October 22, 1996 - Posição na The Billboard 200: #80 - Posição nas paradas de R&B/Hip-Hop: #16 - Singles: "100 Spokes", "City of Angels", "Endonesia" |
| Legends - Lançado: February 16, 1998 - Posição na The Billboard 200: #142 - Posição nas paradas de R&B/Hip-Hop: #27 - Singles: "Adventures of", "Streets"                         |
| Forever: Rich Thugs, Book One - Lançado: October 26, 1999 - Posição na The Billboard 200: #104 - Posição nas paradas de R&B/Hip-Hop: #33 - Singles:                               |
| Sex, Money & Music - Lançado: 2003 - Posição na The Billboard 200: - Posição nas paradas de R&B/Hip-Hop: - Singles:                                                               |